# Dieter Steiner
Dieter Steiner (* 21. September 1932 in Menziken) ist ein Schweizer Geograph und Humanökologe.

## Leben
Steiner studierte ab 1952 Geographie, Geologie, Mathematik, Zoologie, Botanik und Anthropologie an der Universität Zürich. 1957 erhielt er das Diplom für das Höhere Lehramt und 1960 wurde er zum Dr. phil. promoviert.
Ab 1961 machte er eine Zusatzausbildung in Luftbildinterpretation am International Training Centre for Aerial Survey (ITC) in Delft, Niederlande und 1963 weilte er an der Summer School in Modern Cartography, University of Washington, Seattle, USA.
Von 1955 bis 1962 war er Bibliotheks- und Forschungsassistent am Geographischen Institut der Universität Zürich, von 1963 bis 1964 Instructor am Department of Geography, University of Chicago. Ab 1964 war er Assistenzprofessor und Extraordinarius am Geographischen Institut der Universität Zürich und 1968 wurde er als Associate und Full Professor an das Department of Geography, University of Waterloo, Ontario, Kanada berufen.
Von 1975 bis 1998 war er Ordinarius für Quantitative Geographie, später auch für Humanökologie, am Geographischen Institut der ETH Zürich. Steiner wurde 1998 emeritiert. Seit 1989 ist er ordentliches Mitglied der Academia Europaea.
Steiners Arbeitsgebiete sind die Fernerkundung, hierbei vor allem Fragen der Erkennbarkeit einer landwirtschaftlichen Nutzung auf Luft- und Satellitenbildern, die Anwendbarkeit von quantitativen Methoden im Bereich geographischer Forschung. ComputerKartografie, Mustererkennung, GIS und Humanökologie sind weitere Forschungsschwerpunkte Steiners.